# ΜCLinux

La bibliothèque uClibc, entre les appels système et le noyau.

µCLinux est une version du noyau Linux adaptée aux systèmes embarqués équipés de microcontrôleurs dénués d'unité de gestion de mémoire.
Ce paquet logiciel a été intégré dans la branche principale de développement du noyau Linux.